# Äktenskapsmigration

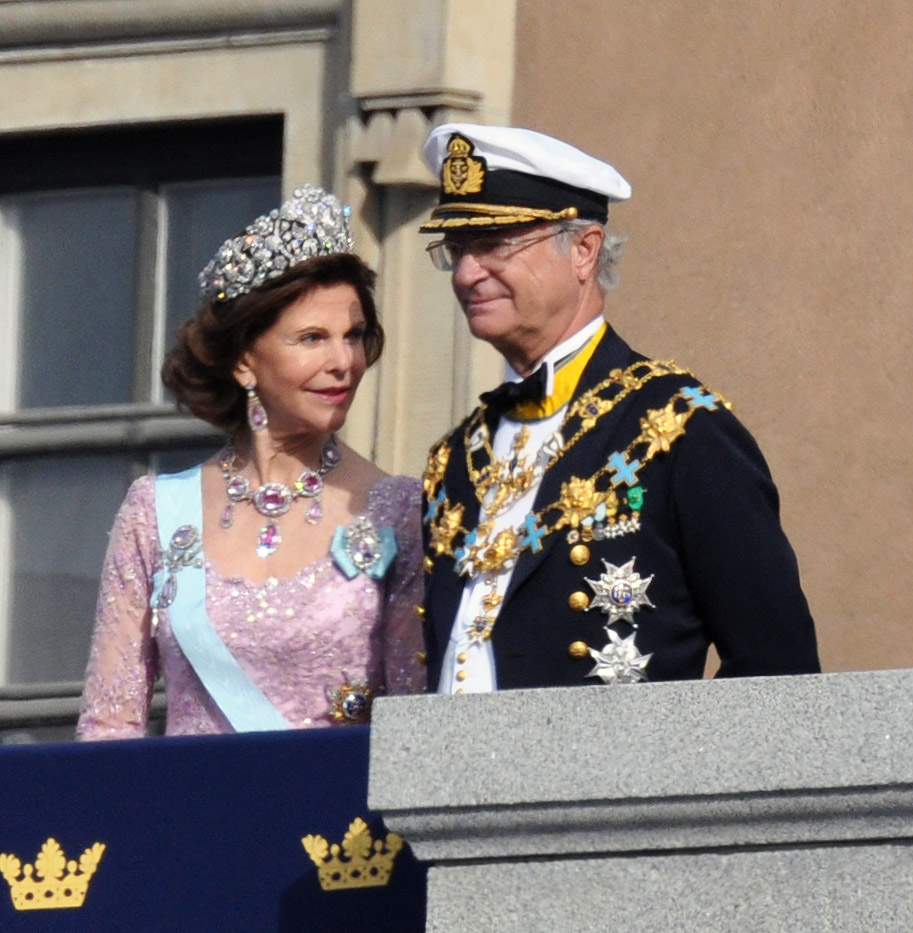
Bröllopet mellan Carl XVI Gustaf och Silvia Sommerlath är ett exempel på äktenskapsmigration

Äktenskapsmigration innebär att någon flyttar till ett annat land för att gifta sig och bilda familj, normalt med någon från det nya landet.  Ett sådant transnationellt äktenskap kan vara komplext och leder till flera särskilda utmaningar för berörda parter.  Många transnationella äktenskap är också interkulturella. Särskilt den make som flyttat till ett nytt land befinner sig i en sårbar situation.
I en tid av ökande globalisering och internationell migration, när fler och fler människor har kontakter och nätverk över nationsgränserna, kommer fler och fler också att träffa en partner från ett annat land.  Äktenskapsmigration blir en relativt vanlig biprodukt av globalisering och migration.

## Orsaker
Den primära orsaken till äktenskapsmigration är naturligtvis att två människor från olika länder fattar tycke och vill leva tillsammans. Men detta kan ske på flera olika sätt:
- En person som vistas utomlands av andra skäl (studier, arbete, asyl, turism) kan inleda en relation med någon från värdlandet och antingen stanna eller flytta till sitt hemland med partnern. Relationen kan inledas senare, efter en första kontakt i sådant sammanhang.
- Två personer som båda vistas temporärt i samma främmande land kan inleda en relation och bilda familj och då bosätta sig där eller i endera partens hemland.
- En person som lever i ett annat land än sitt ursprungliga kan söka sig en partner från sitt gamla hemland och ta med sig partnern till det nya landet. Ibland sker detta genom arrangerade äktenskap eller tvångsäktenskap.
- Två personer från olika länder kan få kontakt på Internet, som brevvänner eller genom annan virtuell kontakt, inleda en relation och bosätta sig i enderas hemland.
- Två personer från olika länder möts genom organisationer som förmedlar kontakt mellan giftaslystna i olika länder. Formerna kan vara allt från rena "postordermakar" till kontaktförmedling mellan jämställda och aktiva parter.

Tänkbara sekundära orsaker till äktenskapsmigration, förutom den primära viljan att leva med sin tillkommande:
- Äktenskapsmigration kan vara ett medel att få uppehållstillstånd i ett land man vill till eller utresetillstånd från ett land man vill lämna.
- Äktenskapsmigration kan vara ett medel att förbättra sin ekonomiska situation genom att söka en make från ett rikare land.
- En person som vill identifiera sig med en annan kultur är boendelandets kan aktivt söka en partner från den önskade kulturen.
- En person som önskar annorlunda äktenskapliga relationer (mer jämställt eller mer traditionellt) än brukligt i hemlandet kan aktivt söka en partner från ett annat land.  Detta kan även gälla personer som av olika skäl är mindre attraktiva på "hemmamarknaden" för äktenskap, till exempel en kvinna som inte är oskuld kan söka en man från en kultur där oskuld är mindre viktigt.[1]
- Äktenskapsmigration kan vara ett medel att kringgå restriktiva lagar i hemlandet, till exempel avsaknaden av skilsmässa i Filippinerna[1] eller förbud mot äktenskap mellan personer av samma kön.

## Komplikationer
Hinder och komplikationer för äktenskapsmigration:
- Uppehållstillstånd i det nya landet behövs för den flyttande maken. Flertalet länder beviljar i princip uppehållstillstånd för äktenskapsmigration, men processen kan vara mer eller mindre restriktiv och tidsödande.
- Avslag på ansökan om förlängt uppehållstillstånd, eller utvisningsbeslut, kan leda till att familjen splittras.[2]
- Medborgarskap. Den ena eller båda av makarna behöver på sikt antingen byta medborgarskap, eller få dubbelt medborgarskap.  Detta kan vara både juridiskt och känslomässigt komplicerat.
- Kultur. Stora skillnader i kultur och normer mellan två makar kan komplicera samliv, familjerelationer, och barnuppfostran.
- Språk. Den flyttande maken behöver lära sig det nya landets språk. Vilket eller vilka språk ska makarna tala sinsemellan, och med sina eventuella barn?
- Kontaktnät. Den som flyttar till ett nytt land har mycket svårare att hålla kontakt med och få hjälp av vänner och släktingar.
- Fördomar avseende kultur, religion, rasblandning eller annat, hos de berördas familjer, eller hos befolkningen i allmänhet i det nya landet.
- Negativ attityd från omgivningen i bosättningslandet mot äktenskapsmigration som sådan, ofta baserad på en bild av att det är vanligt att den ena parten utnyttjar den andra i sådana relationer. Utnyttjanderisken kan vara i båda riktningar, både risk för att den inflyttande partnern utnyttjar äktenskapet för att få uppehållstillstånd och andra förmåner[3] och risken att den inflyttande partnerns utsatthet exploateras.[4]

## Debattfråga: Bör nationella lagar uppmuntra eller försvåra äktenskapsmigration?
Lagstiftning och praxis för äktenskapsmigration varierar kraftigt mellan olika länder. Även länder som annars är kulturellt snarlika, som Sverige och Danmark, kan skilja sig drastiskt.  Vilka argument finns för hårdare eller mildare regler?
Argument som används för att motivera försvårad äktenskapsmigration:
- Falska äktenskap kan förekomma, i syfte att få uppehållstillstånd utan giltiga skäl, eller i samband med trafficking.[3][6]
- Äktenskapen är interkulturella och både den inflyttande maken och eventuella barn kan vara mindre lojala eller patriotiska mot bosättningslandet.
- Om etablerade invandrargrupper i bosättningslandet fortsätter att "importera" makar från ursprungslandet kan detta försvåra deras integrering.[7]

Argument som används för att motivera underlättad äktenskapsmigration:
- Äktenskapsmigration knyter ihop släkter och människor med gemensam bakgrund även om dessa är utspridda över världen.
- Äktenskapsmigration kan knyta band mellan nationer och kulturer, och öka den interkulturella förståelsen.
- Människor blir kära i varandra och inleder relationer över nationsgränser i ökande grad i en globaliserad värld, oavsett hur lagstiftningen ser ut, och hårda lagar resulterar bara i krossade drömmar och splittrade familjer.[2][1]

## Äktenskapsmigration i olika länder

### Danmark
Danmark har en relativt hård lagstiftning. Formella krav är att de tilltänkta makarna ska vara lägst 24 år gamla båda två, att de ska ha eget kontrakt på boende för två personer, att deras inkomst ska överstiga ett visst belopp, och att de inte ska ha utnyttjat några sociala förmåner i Danmark det senaste året.  Dessutom krävs en deposition på DKK 53 000.
De hårda kraven har lett till att flera tusen par med en dansk och en utländsk make har bosatt sig i Sverige, så kallade "Kärleksflyktingar"

### Filippinerna
Filippinerna är i huvudsak ett "exportland" för äktenskapsmigration.  Från 1989 till 2009 har 372 000 filippinska medborgare äktenskapsemigrerat, med USA och Japan som största mottagarländer, och Sverige på tionde plats. Över 90 procent är kvinnor. En mycket stor del av de kvinnor i världen som aktivt söker en partner på Internet eller andra partnerförmedlingar, i syfte att äktenskapsmigrera, kommer från Filippinerna.  Detta kan ses som en del av ett större mönster där en stor andel av Filippinernas befolkning aktivt söker sig utomlands för att arbeta eller på annat sätt försörja sig. Dessa migranters remittanser utgör 8,9 procent av Filippinernas BNP och är därmed en vital del av hela landets ekonomi.
Filippinska medborgare som avser att äktenskapsmigrera måste genomgå en intervju och ett särskilt seminarium, där de upplyses om risker i samband med äktenskapsmigration, för att få utresetillstånd ur Filippinerna.

### Sverige
Sverige är i huvudsak ett "importland" för äktenskapsmigration.  Både lagar och praxis för äktenskapsmigration är relativt generösa.  Den som redan är gift eller sambo eller registrerad partner med en person som är svensk medborgare eller har permanent uppehållstillstånd i Sverige har rätt till uppehållstillstånd, med undantag för skenäktenskap och liknande. Uppehållstillstånd, först tidsbegränsat ett år i taget, beviljas normalt även för nybildade par, om de kan göra sannolikt att de har en seriös relation och avser att leva tillsammans i Sverige.
Under 2010 beviljades i Sverige 18 671 uppehållstillstånd för vad Migrationsverket betecknar som "Nyetablerad anknytning", vilket i flertalet fall torde röra sig om äktenskapsmigration. Detta kan jämföras med de totalt 48 033 äktenskap som ingicks i Sverige under 2009. Knappt 60 procent är kvinnor och 40 procent män. De två största ursprungsländerna, med ungefär 2 000 vardera, är Thailand och Irak. Därefter följer Turkiet, Iran, Kosovo, Serbien och Kina, alla med mellan 500 och 1 000.
I statistiken dominerar äktenskapsmigration från samma länder som Sverige har stora invandrar- och flyktinggrupper från, vilket kan tolkas som personer som gifter sig inom den egna kulturkretsen.  Detta är ett mycket vanligt mönster i Europa generellt, en majoritet av utomeuropeiska invandrare gifter sig med någon från det gamla hemlandet.